# Romana Maggiora Vergano
Romana Maggiora Vergano (Roma, 21 novembre 1997) è un'attrice italiana.

## Biografia
Nata a Roma, Romana Maggiora Vergano vive la sua infanzia a Ostia con i genitori, entrambi medici ginecologi, e il fratello gemello. Sin dall'infanzia frequenta corsi di teatro amatoriale. Dopo il diploma al liceo scientifico, Vergano frequenta e si diploma alla Scuola d'arte cinematografica Gian Maria Volonté di Roma.
Tra il 2017 e il 2018 inizia a interpretare un ruolo ricorrente nelle serie Immaturi e un episodio di Don Matteo. Nel 2018 appare per la prima volta in un lungometraggio, interpretando Michela nel film L'ultimo piano, distribuito solo in streaming. Nel corso del 2019 è presente in due episodi della serie Il silenzio dell'acqua per Canale 5 e intepreta per cinque episodi il personaggi di Valentina nella serie Rai 3 Liberi tutti.
Debutta nelle sale cinematografiche come attrice protagonista in Gli anni belli, film del 2022. Dal 2022 interpreta Michela Greco in Christian, serie TV gangster trasmessa su Sky Atlantic.
Nel 2023 è chiamata a far parte del cast di C'è ancora domani, primo film da regista di Paola Cortellesi, nel quale ricopre i panni di Marcella, figlia della protagonista Delia, grazie a cui ottiene una candidatura ai David di Donatello per la migliore attrice protagonista.
Nel 2024 recita nel ruolo protagonista di Francesca in Il tempo che ci vuole di Francesca Comencini, ottenendo una candidatura sia ai David di Donatello che ai Nastri d'argento nella categoria alla migliore attrice protagonista, vincendo quest'ultimo. Nello stesso anno recita nella serie internazionale Those About to Die, diretta da Roland Emmerich e Marco Kreuzpaintner per Peacock e distribuita in Italia da Prime Video.

## Filmografia

### Cinema
- L'ultimo piano, registi vari (2018)
- Anni da cane, regia di Fabio Mollo (2021)
- Gli anni belli, regia di Lorenzo d'Amico de Carvalho (2022)
- Come le tartarughe, regia di Monica Dugo (2022)
- C'è ancora domani, regia di Paola Cortellesi (2023)
- Cabrini, regia di Alejandro Monteverde (2024)
- Il tempo che ci vuole, regia di Francesca Comencini (2024)

### Televisione
- Immaturi - La serie – serie TV, 8 episodi (2018)
- Don Matteo – serie TV, episodio 11x12 (2018)
- Il silenzio dell'acqua – serie TV, episodi 1x02-1x03 (2019)
- Liberi tutti – serie TV, 5 episodi (2019)
- Chiamami ancora amore – miniserie TV, episodio 5 (2021)
- Christian – serie TV, 12 episodi (2022-2023)
- La Storia – serie TV, episodi 1x06-1x08 (2024)
- Those About to Die, regia di Roland Emmerich e Marco Kreuzpaintner – miniserie TV, 6 episodi (2024)

## Riconoscimenti
- Premio David di Donatello
  - 2024 - Candidatura alla migliore attrice non protagonista per C'è ancora domani
  - 2025 - Candidatura alla migliore attrice protagonista per Il tempo che ci vuole
- Nastro d’argento
  - 2025 – migliore attrice protagonista per Il tempo che ci vuole[14]
- Giffoni Film Festival
  - 2024 – Explosive Talent Award[15]

### Altri riconoscimenti
- Parma Film Festival
  - 2024 – Premio Schiaretti[16]
- Tuscia Film Fest
  - 2024 – Premio Pipolo Tuscia Cinema[6]